# Liste der Einträge im National Register of Historic Places im Winkler County
Die Liste der Registered Historic Places im Winkler County führt alle Bauwerke und historischen Stätten im texanischen Winkler County auf, die in das National Register of Historic Places aufgenommen wurden.

## Aktuelle Einträge
| Lfd. Nr. | Name        | Bild | Datum der Eintragung | Adresse/Lage               | Ort  | ID-Nr.   | Beschreibung |
| -------- | ----------- | ---- | -------------------- | -------------------------- | ---- | -------- | ------------ |
| 1        | Rig Theater |      | 14. Aug. 2003        | 213-215 E. Hendricks Blvd. | Wink | 03000770 |              |